# Khách làng chơi
Khách làng chơi, khách chơi gái, khách mua dâm hay khách mãi dâm là khách hàng của mại dâm hoặc công nhân tình dục đôi khi được gọi là johns (nhà vệ sinh) hoặc tricks (thủ thuật) trong Bắc Mỹ và punters (người đánh cược) trong quần đảo Anh. Theo cách nói chung giữa các cô gái mại dâm cũng như với những người khác, hành động đàm phán và sau đó tham gia với khách hàng được gọi là turning a trick (biến một mánh khóe). Khách hàng nữ đôi khi được gọi janes, mặc dù phần lớn các khách hàng mại dâm là nam giới ở hầu hết các quốc gia.